# Annapurna Pictures
Annapurna Pictures — американская кинопроизводственная и дистрибьюторская компания, основанная Меган Эллисон в 2011 году. Название Аннапурна происходит от одноимённой индийской богини, которая воплощает доброжелательное обилие пищи. В честь имени кормящей матери также названа вершина в Гималаях в Непале. Цель компании заключена в «производстве высококачественных фильмов, которые современными голливудскими киностудиями могли бы быть сочтены рискованными».

## Фильмография
| Год  | Название                           | Ориг. название               | Режиссёр                  | Примечания |
| ---- | ---------------------------------- | ---------------------------- | ------------------------- | --- |
| 2012 | Самый пьяный округ в мире          | Lawless                      | Джон Хиллкоут             | The Weinstein Company (США) и Alliance Films (Канада).                                                                                      |
| 2012 | Мастер                             | The Master                   | Пол Томас Андерсон        | The Weinstein Company (США) и Entertainment One (Канада).                                                                                   |
| 2012 | Ограбление казино                  | Killing Them Softly          | Эндрю Доминик             | The Weinstein Company (США) и Entertainment One (Канада).                                                                                   |
| 2012 | Цель номер один                    | Zero Dark Thirty             | Кэтрин Бигелоу            | Columbia Pictures (США), Universal Studios (международный) и Entertainment One (Канада).                                                    |
| 2013 | Отвязные каникулы                  | Spring Breakers              | Хармони Корин             | A24 Films (США) и VVS Films (Канада). |
| 2013 | Великий мастер                     | The Grandtmaster             | Вонг Карвай               | The Weinstein Company (США) и Entertainment One (Канада).                                                                                   |
| 2013 | Она                                | Her                          | Спайк Джонз               | Warner Bros. Pictures (США), Entertainment Film Distributors, Sony Pictures Classics и Panorama Media (международный).                      |
| 2013 | Афера по-американски               | American Hustle              | Дэвид О. Расселл          | Columbia Pictures (США), Atlas Entertainment, Entertainment Film Distributors, Panorama Media (международный) и Entertainment One (Канада). |
| 2014 | Охотник на лис                     | Foxcatcher                   | Беннетт Миллер            | Sony Pictures Classics и Entertainment One (Соединённое Королевство и Канада).                                                              |
| 2015 | Джой                               | Joy                          | Дэвид О. Расселл          | совместно с Davis Entertainment. |
| 2016 | Каждому своё                       | Everybody Wants Some!!       | Ричард Линклейтер         | совместное производство с Paramount Pictures                                                                                                |
| 2016 | Такса                              | Wiener-Dog                   | Тодд Солондз              | совместное производство с Killer Films; распространение Amazon Studios и IFC Films                                                          |
| 2016 | Полный расколбас                   | Sausage party                | Конрад Вернон Грег Тирнан | Sony Pictures и Columbia Pictures. |
| 2016 | Женщины XX века                    | 20th Century Women           | Майк Миллс                | |
| 2017 | Плохая партия                      | The Bad Batch                | Ана Лили Амирпур          | |
| 2017 | Детройт                            | Detroit                      | Кэтрин Бигелоу            | совместное производство с First Light Productions и Page 1                                                                                  |
| 2017 | Призрачная нить                    | Phantom Thread               | Пол Томас Андерсон        | совместное производство с Focus Features и Ghoulardi Film Company                                                                           |
| 2018 | Время возмездия                    | Destroyer                    | Карин Кусама              | совместное производство с 30West Automatik Entertainment                                                                                    |
| 2018 | Братья Систерс                     | The Sisters Brothers         | Жак Одиар                 | совместное производство с Why Not Productions и Page 114 Productions                                                                        |
| 2018 | Если Бил-стрит могла бы заговорить | If Beale Street Could Talk   | Барри Дженкинс            | совместное производство с Plan B Entertainment и Pastel Productions                                                                         |
| 2018 | Баллада Бастера Скраггса           | The Ballad of Buster Scruggs | Братья Коэн               | распространение Netflix |
| 2018 | Власть                             | Vice                         | Адам Маккей               | совместное производство с Plan B Entertainment и Gary Sanchez Productions                                                                   |
| 2019 | Потерянное звено                   | Missing Link                 | Крис Батлер               | совместное производство с Laika |
| 2019 | Образование                        | Booksmart                    | Оливия Уайлд              | |
| 2019 | Куда ты пропала, Бернадетт?        | Where’d You Go, Bernadette   | Ричард Линклейтер         | совместное производство с Color Force |
| 2019 | Стриптизёрши                       | Hustlers                     | Лорин Скафария            | STXfilms, Gloria Sanchez Productions, Nuyorican Productions                                                                                 |
| 2019 | Скандал                            | Bombshell                    | Джей Роуч                 | Bron Creative, Denver + Delilah Productions, Gramsci, Lighthouse Management & Media, Creative Wealth Media, Lionsgate                       |
| 2023 | Нимона                             | Nimona                       | Ник Бруно, Трой Куэин     | Vertigo Entertainment, DNEG, Netflix |